# Julianus (geslacht)
Julianus is een geslacht van kikkers uit de familie boomkikkers (Hylidae). De groep werd voor het eerst wetenschappelijk beschreven door William Edward Duellman, Angela B. Marion en Stephen Blair Hedges in 2016. 
Er zijn twee soorten, beide komen voor in delen van Zuid-Amerika en leven in de landen Brazilië, Uruguay en Argentinië en mogelijk ook in Paraguay. 

## Soorten
- Julianus pinimus
- Julianus uruguayus

Julianus · 
Ololygon · 
Scinax · 
Sphaenorhynchus